# Бетані Галат
Бетані Галат (англ. Bethany Galat, 10 серпня 1995) — американська плавчиня.
Призерка Чемпіонату світу з водних видів спорту 2017 року.
Призерка Чемпіонату світу з плавання на короткій воді 2018 року.
Призерка Панамериканських ігор 2019 року.